# Martha Carrillo
Martha Carrilo (Mérida, Yucatán, 1963. október 25. –) mexikói írónő és újságíró.

## Élete
Martha Carrillo 1963. október 25-én született Méridában. 1999-ben Cristina Garcíával együtt megírták a Tres mujeres című sorozat történetét. 2008-ban A szerelem nevében és 2010-ben az Időtlen szerelem történetét adaptálták. 2012-ben adaptálták A szív parancsa című telenovella történetét.

## Munkái

### Eredeti történetek

#### Telenovellák
- A que no me dejas (2015) (Cristina Garcíával) Eredeti ötlet:Eric Vonn és Liliana Abud
- Quiero amarte (2013) (Cristina Garcíával) Eredeti ötlet: Jaime García Estrada és Orlando Merino,  több eredeti történet Cristina Garcíával
- A szív parancsa (Amor bravío) (2012) (Cristina Garcíával és Denisse Pfeifferrel) Eredeti ötlet: María Zarattini, több eredeti történet Cristina Garcíával
- Bajo la misma piel (2003) (Cristina Garcíával)
- Atrévete a olvidarme (2001) (Roberto Hernández Vázquezzel és Martha Oláizzal)
- Tres mujeres (1999) (Cristina Garcíával)

#### Sorozatok
- S.O.S.: Sexo y otros secretos (2007) (Cristina Garcíával)
- Cásate conmigo mi amor (2013) (Carmen Armendárizzal)

### Adaptációk
- Időtlen szerelem (Cuando me enamoro) (2010) (Cristina Garcíával és a második részben Denisse Pfeifferrel) Eredeti ötlet: Caridad Bravo Adams
- A szerelem nevében (En nombre del amor) (2008) (Cristina Garcíával) Eredeti ötlet: Cuauhtémoc Blanco és María del Carmen Peña
- Mi destino eres tú (2000) (Cristina Garcíával) Eredeti ötlet: Carmen Daniels és Jorge Lozano Soriano

### Irodalmi szerkesztések
- Morir dos veces (1996) (írta Ximena Suárez és Alfonso Espinosa)
- La paloma (1995) (írta Ximena Suárez és Alfonso Espinosa)
- Alondra (1995) (írta Yolanda Vargas Dulché)

### Könyvek
- Cama para Dos Editorial Diana (2012) (együttműködés Raúl "El Negró" Araizával)
- Luna negra Editorial Diana (2011)
- Soy poderosa ¡y qué! Editorial Diana (2010)
- Ni santa ni golfa Editorial Diana (2009)